# 안성민 (1999년)
안성민(1999년 8월 9일 ~ )는 대한민국의 축구선수로, 포지션은 수비수이다.